# Улица Муштари
Улица Муштари (тат. Мөштәри урамы) — улица в Казани, отличающаяся большим количеством архитектурных и исторических памятников.
Расположена в Вахитовском районе, в центре города, от Большой Красной улицы до улицы Ульянова-Ленина.

## История
Существовавшие на этом месте ранее улицы Комиссариатская (от Большой Красной до Щапова) и Новокомиссариатская (от Щапова до Ульянова) в 1923 году были объединены в улицу Комлева.
В 1996 году улица Комлева была переименована в улицу Муштари в честь выдающегося советского учёного в области механики, первого доктора физико-математических наук из татар Хамида Музафаровича Муштари (1900—1981).

## Существующие здания
- д. 1/65. Деревянный дом Терпигоревых.
- д. 6. Школа № 18, бывшее епархиальное училище, построенное в 1892—1899 гг. архитектором А. Е. Остовским.
- д. 8. Дом построен в 1883 году по проекту архитектора Бориса Иванова.
- д. 9. Так называемый Дворец труда, построенный в начале XX века, ныне Федерация профсоюзов РТ
- д. 11/40. ГИдУВ (Государственный институт для усовершенствования врачей). Здание построено в 1913—1914 гг. для казанских отделений двух банков — Дворянского земельного и Крестьянского поземельного банка.
- д. 11/43. Дом Лихачевых[1], построенный в середине XIX века.
- д. 13. Дом построен в 1890 году архитектором М. Н. Литвиновым для А. Чернояровой.
- д. 14. В 1907 году был построен для начальника Казанского округа путей сообщения В. Макаровым, затем продан Михаилу Оконишникову, сыну крупного хлеботорговца и мукомола. После 1917 года в особняке находилась детская клиника, в которой долгое время работали супруги Лепские. Сейчас в здании находится Союз писателей РТ.
- д. 16. Построен в 1849 году архитектором И. П. Бессоновым в стиле позднего провинциального классицизма. До 1918 года принадлежал родственникам Николая Ивановича Лобачевского — Осокиным. С конца 30-х годов XX века в здании находится Казанское художественное училище.
- д. 20. Дом построен архитектором К. С. Олешкевичем в 1910 году в стиле модерн. До 1917 года в нём жили высокопоставленные чиновники. В настоящее время в здании находится Институт проблем информатики АН РТ.
- д. 22. Дом Иванова. Построен в 1908 году. В июле 1924 года здесь удалось получить новое помещение для Казанского дома учёных, где кроме квартир для семей научных сотрудников был зал на 150 мест, библиотека с читальным залом, бильярдная и буфет. Сейчас доме расположен отдел образования Вахитовского района.
- д. 24. Дом Марии Царевской, архитектор Константин Олешкевич.
- д. 28. Восстановленный на месте флигеля усадьбы Боратынских Музей Е. А. Боратынского, открыт в 1981 году.
- д. 30. Построен в 1901—1939 гг. архитекторами С. В. Бечко-Друзиным и М. А. Поспеловым. Первоначально это был двухэтажный дом, принадлежащий семье Боратынских. В 1939 году над ним надстроили два этажа и пристроили четырёхэтажное крыло.
- д. 31/55. Построен дворянами Апехтиными в начале XIX века. Весной 2008 года был разобран. По словам мэрии Казани, дом будет восстановлен из современных материалов с сохранением прежнего вида. С 2009 года начал функционировать дом-музей Василия Аксёнова[2][3].

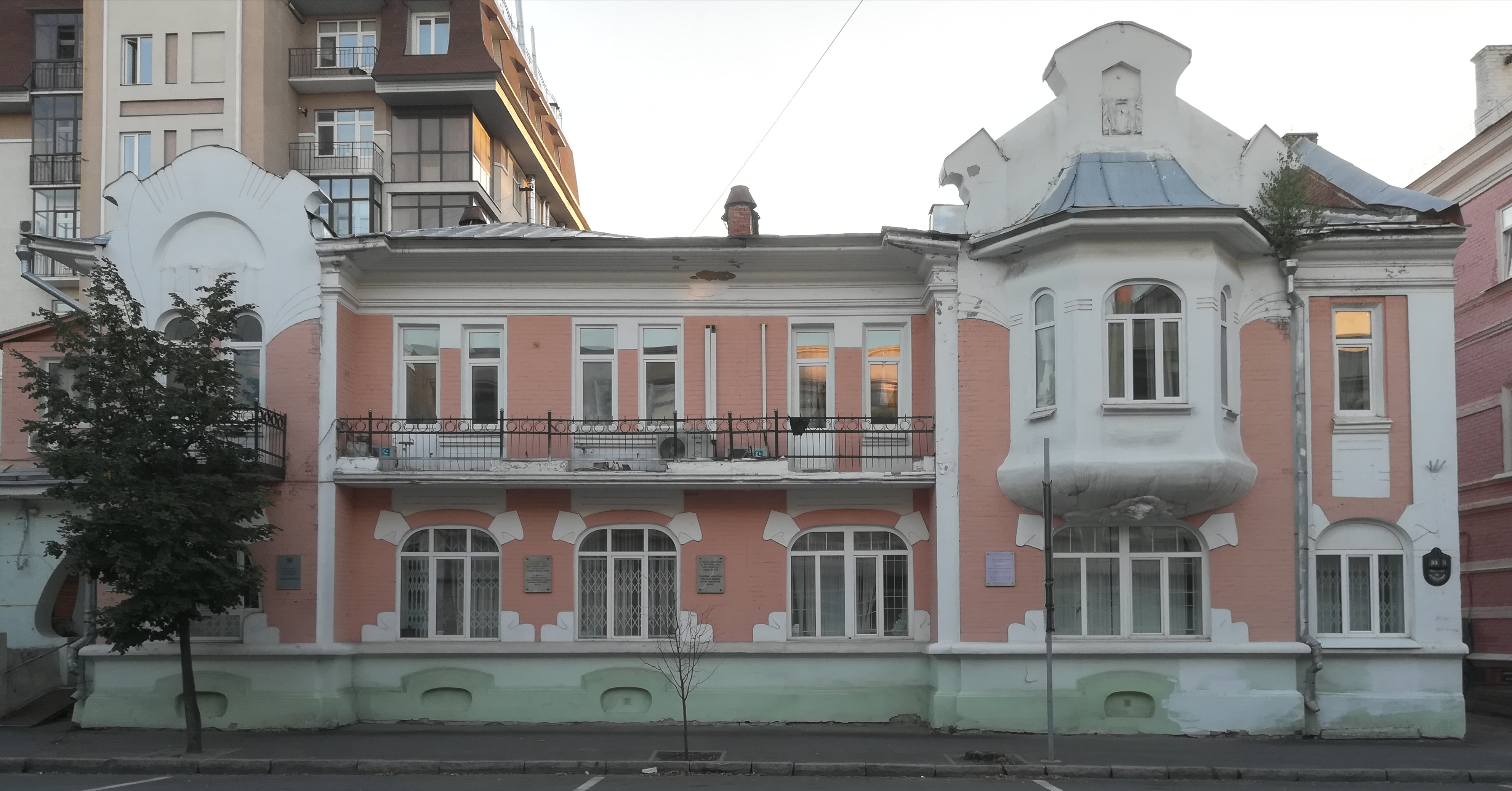
д. 33

- д. 33. Дом в 1906 году был куплен архитектором Олешкевичем и перестроен. Сейчас здесь находится здание поликлиники научного центра РАН.
- д. 35.

На левой стороне улицы, между улицами Щапова и Горького, расположен Лядской сад.

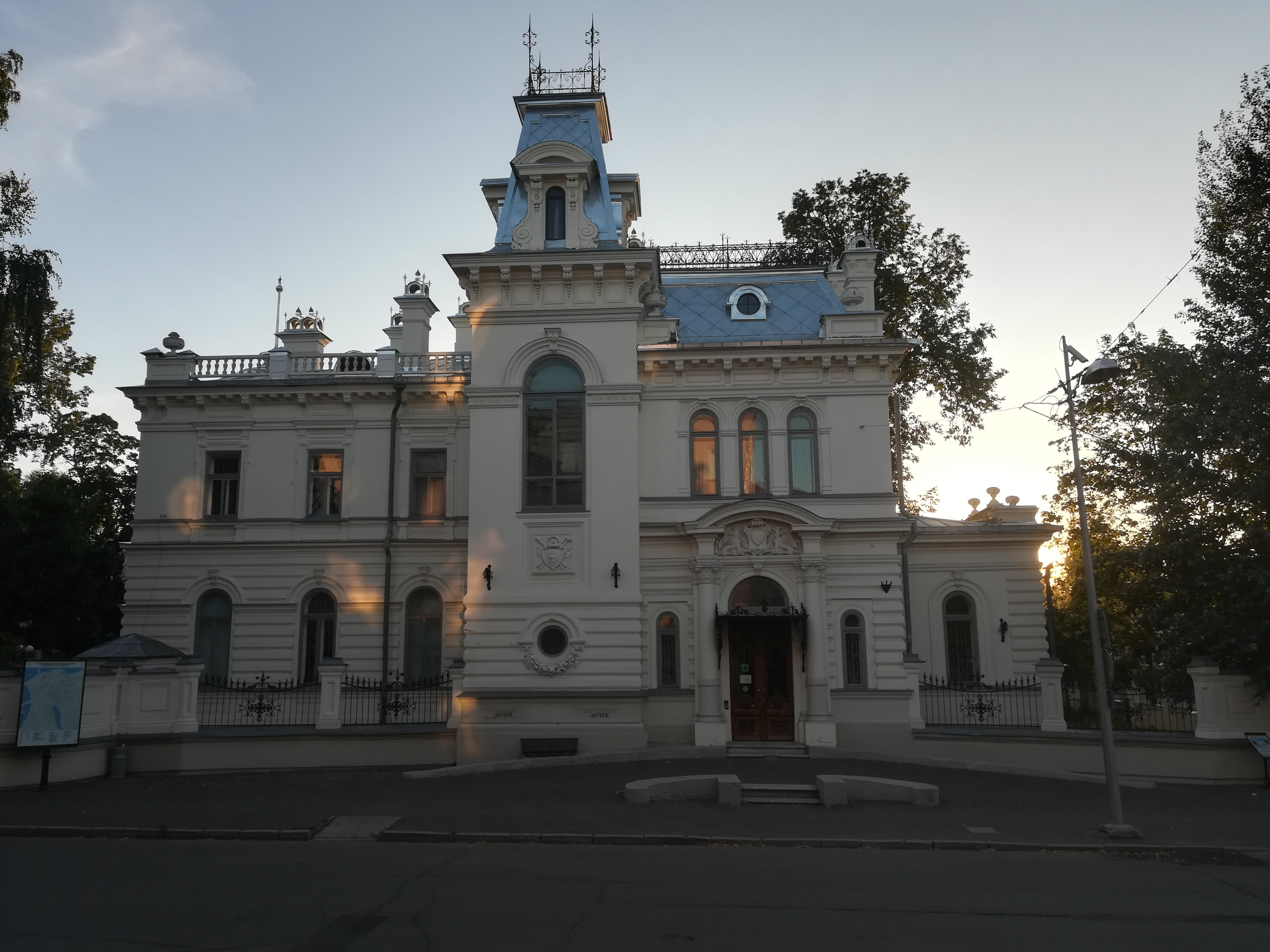
Музей изобразительных искусств

Также, на улице Муштари фактически расположены следующие здания:
- Казанский государственный музей изобразительных искусств РТ (ул. Карла Маркса, 64), в прошлом дом Сандецкого. Этот дом фигурировал в произведении Льва Толстого «После бала» как место проведения того самого бала.
- Союз художников РТ, Галерея Союза Художников (ул. Карла Маркса, 57).
- Союз художников РТ, Художественный фонд РТ (ул. Большая Красная, 62).

## Утраченные здания
- Муштари, 2. Сгорел.
- Муштари, 3. Знаменит тем, что в нём прошли детские и школьные годы академика Роальда Сагдеева. Разрушен.
- Муштари, 4. Снесён.
- Муштари, 15. Библиотека № 20. Здание сгорело 29.11.2008.
- Муштари, 17. Сгорел.
- Муштари, 18. Снесён.
- Муштари, 19. Снесён.
- Муштари, 21. Снесён.

## Известные жители

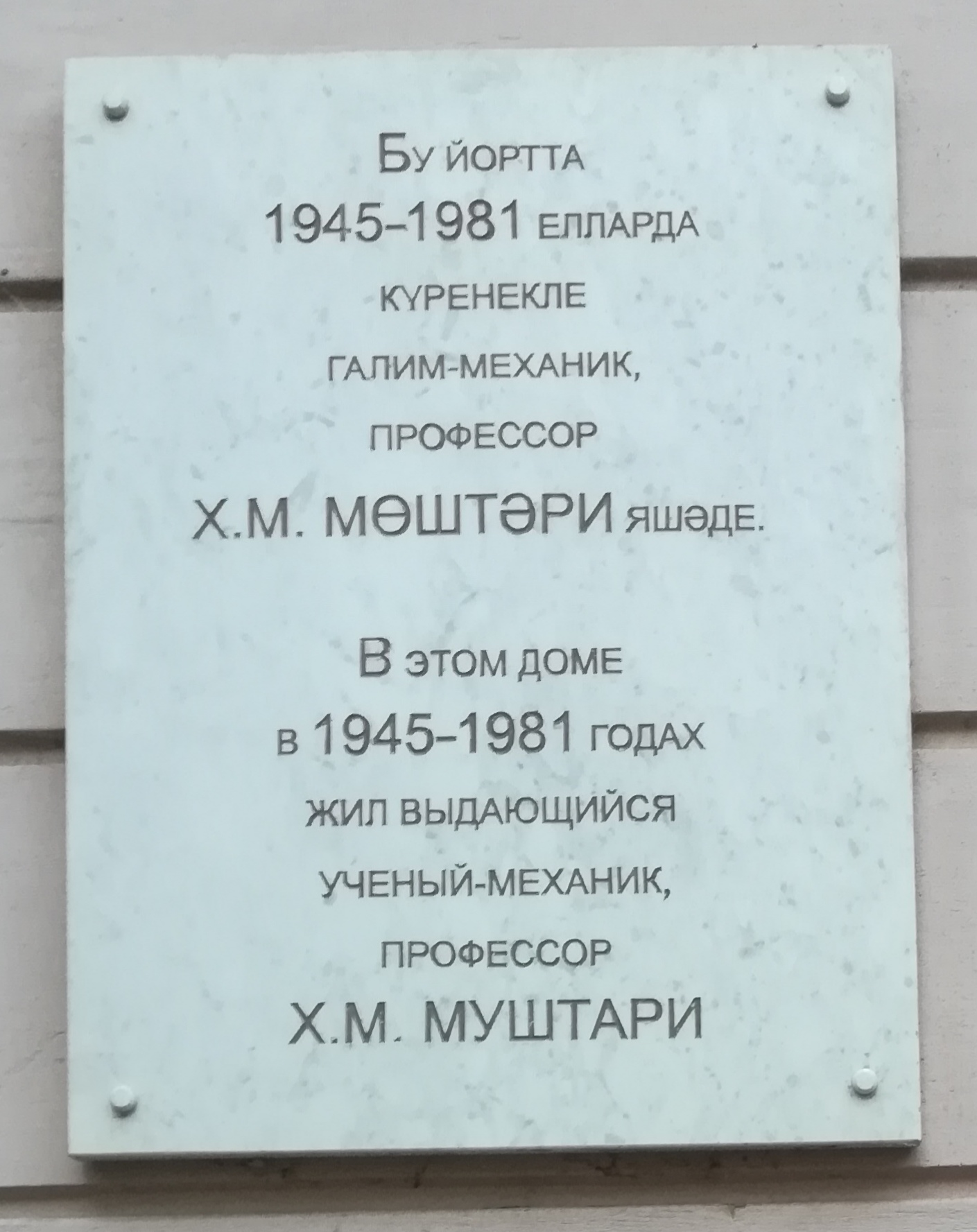
д. 30

Мемориальная доска А. Ф. Лихачёву

Мемориальная доска Д. С. Лихачёву

д. 11 — А. Ф. Лихачёв (мемориальная доска)
д. 15 (сгорел) — в ноябре-декабре 1887 года жил и был арестован за участие в революционной сходке казанских студентов Владимир Ульянов-Ленин.
д. 20 — зоолог Н. Ливанов, лесоводы Д. Морохин и А. Тольский, гистолог Б. Лаврентьев, физиолог В. Парин, историк Н. Фирсов.
д. 30 — учёный в области механики Х. М. Муштари (мемориальная доска), академик РАН В. Е. Алемасов.
д. 31/55 — Елена Дьяконова (Гала, жена и муза знаменитого художника Сальвадора Дали), также здесь 10 лет своей юности прожил Василий Аксёнов.
д. 33 — в 1923—1927 гг. жил писатель, общественный деятель, учёный Галимджан Ибрагимов, в 1929—1942 годах в доме жил писатель Адель Кутуй.
д. 35 — с 1910 по 1930 год жил А. Ф. Самойлов, выдающийся учёный-физиолог, заслуженный деятель науки РСФСР, лауреат премии имени В. И. Ленина.

## Фотогалерея

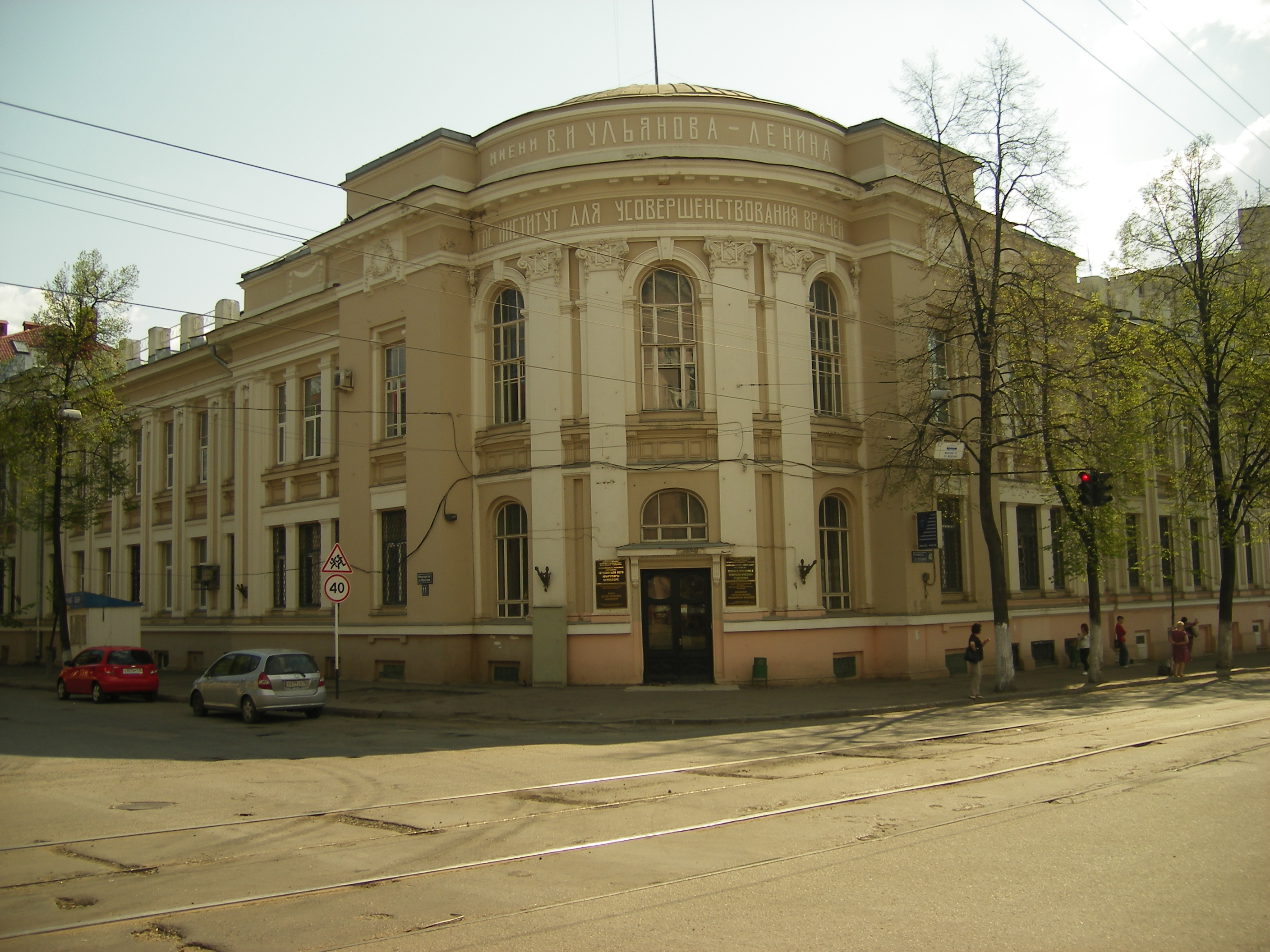
ул.Муштари, 11, ГИдУВ
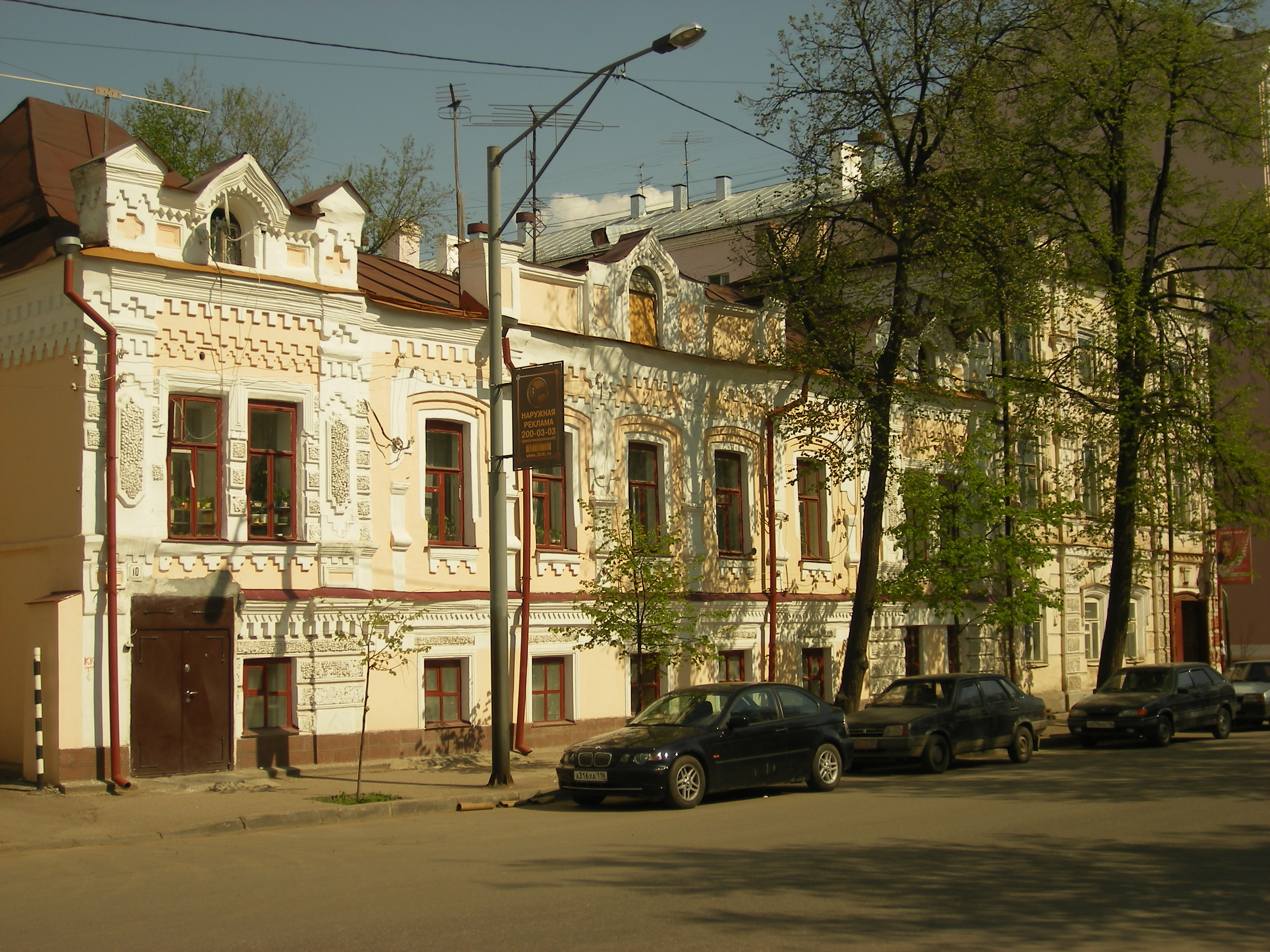
ул.Муштари, 8
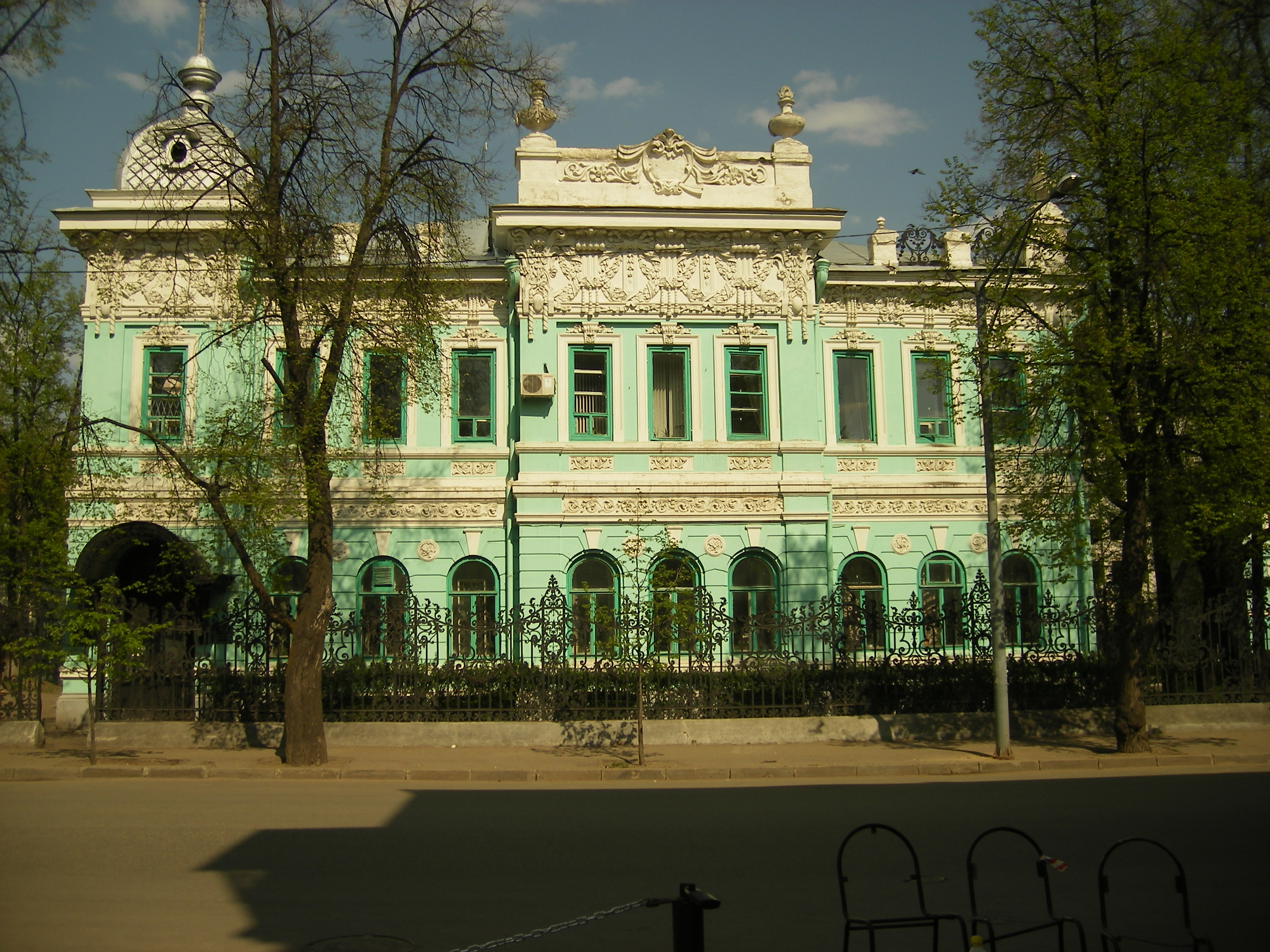
ул.Муштари, 14, Союз писателей РТ
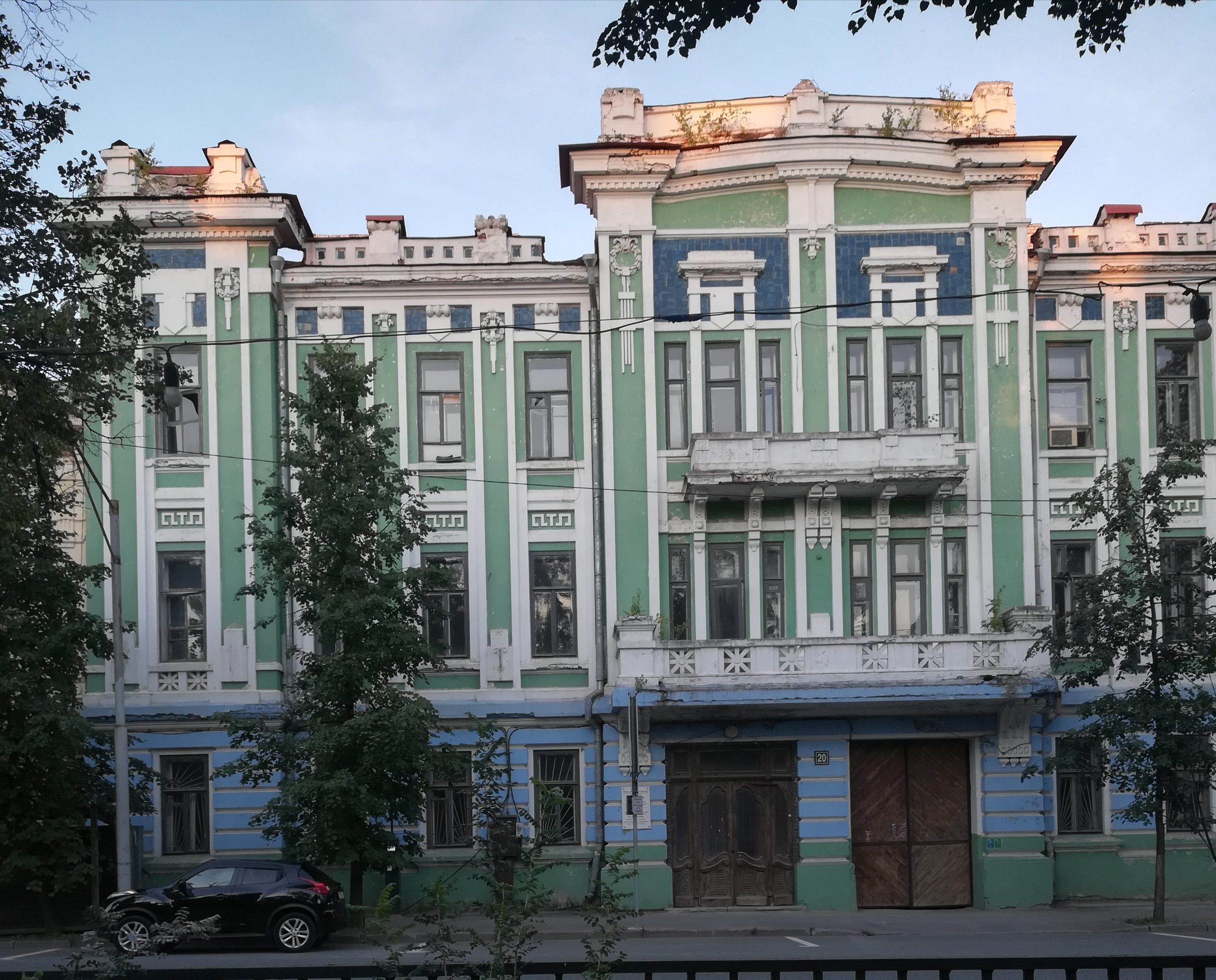
ул.Муштари, 20
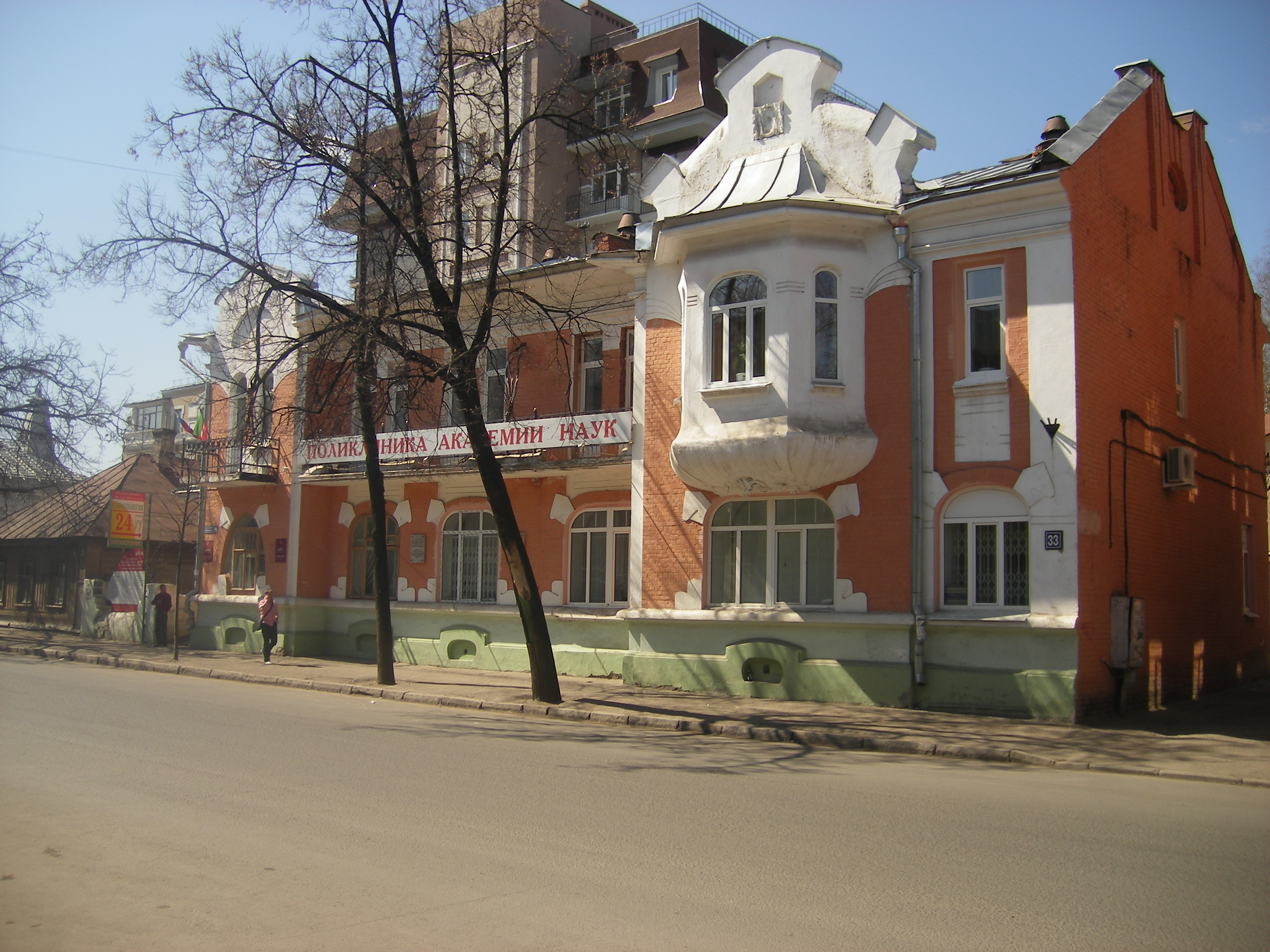
ул.Муштари, 33, поликлиника РАН
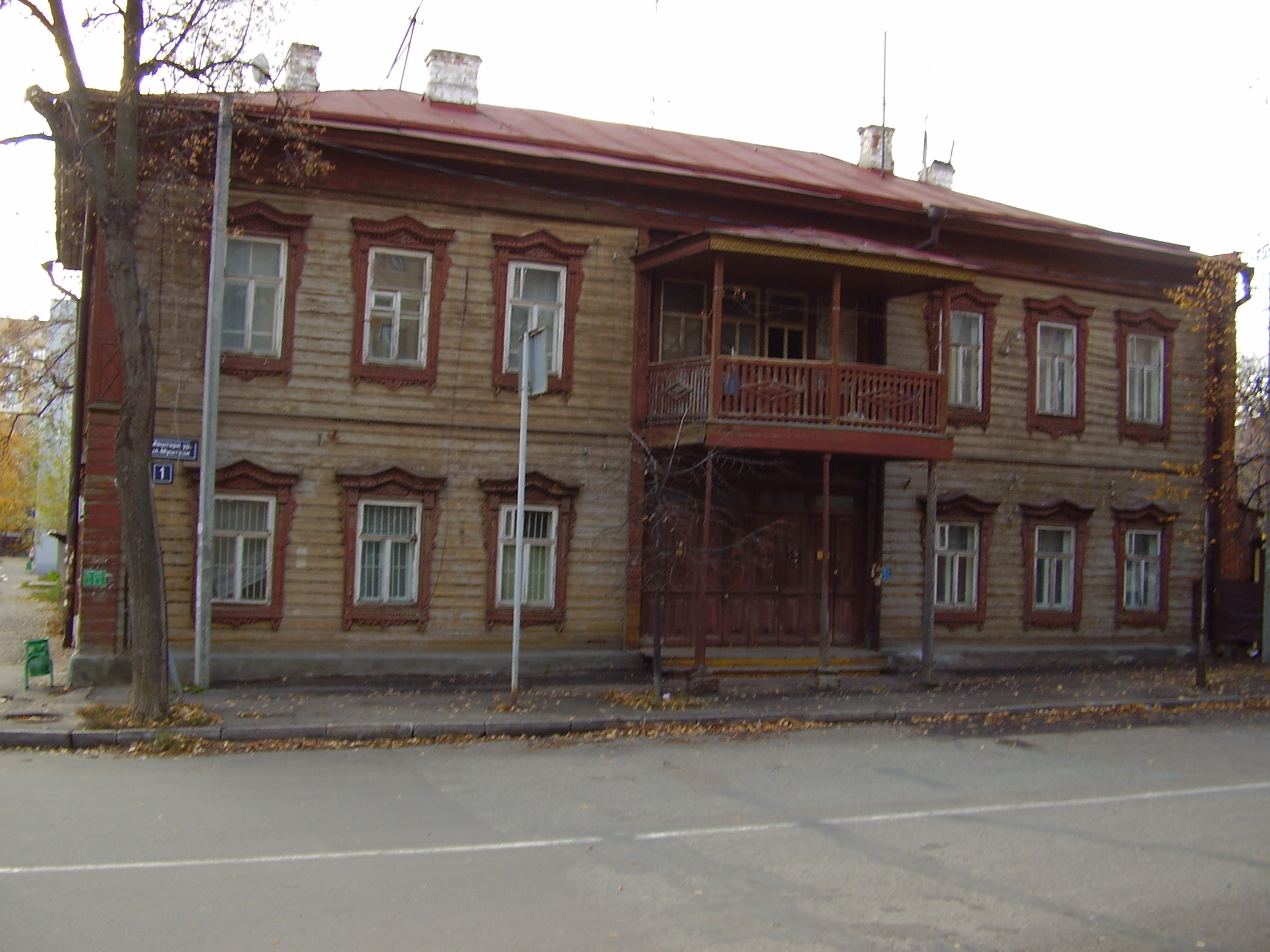
ул. Муштари, 1, дом Терпигоревых
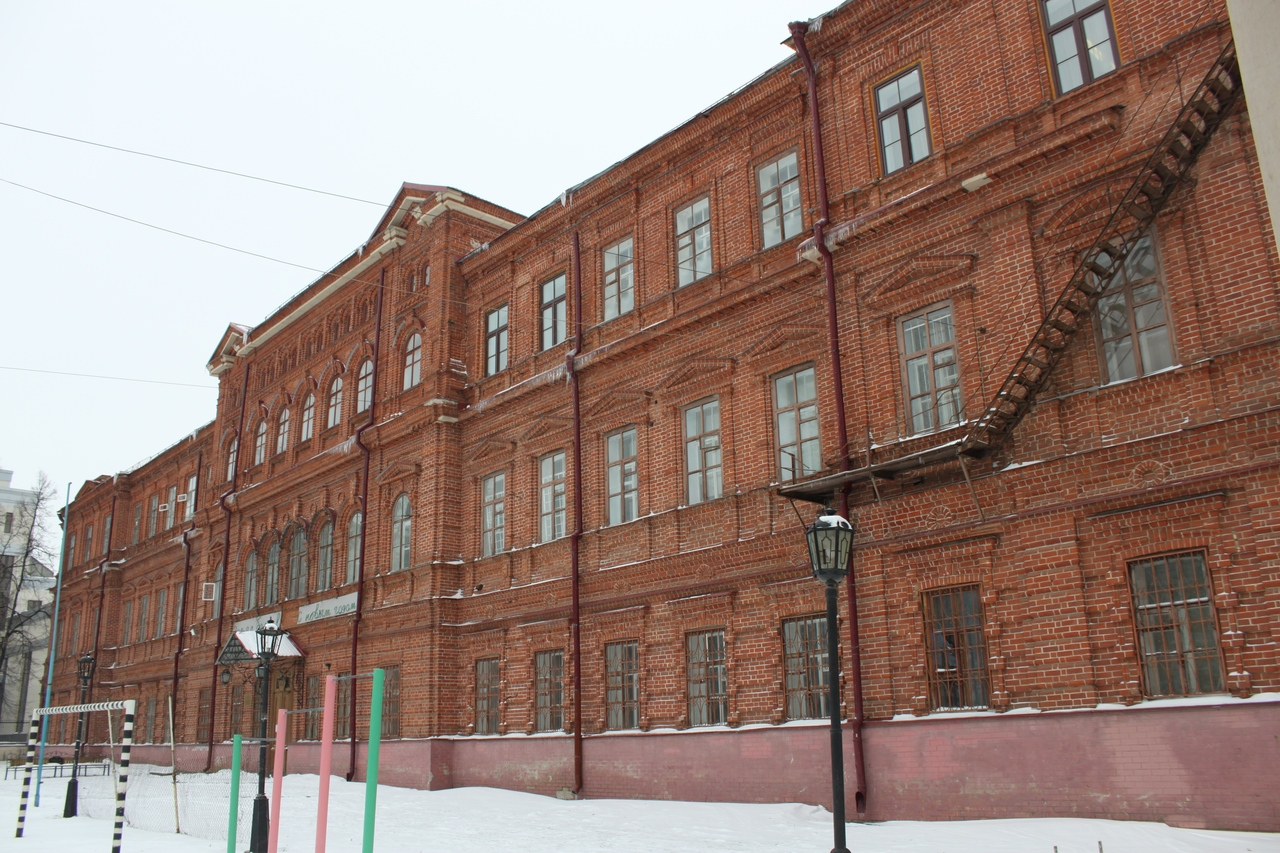
ул. Муштари, 6